# Lançadeira voadora

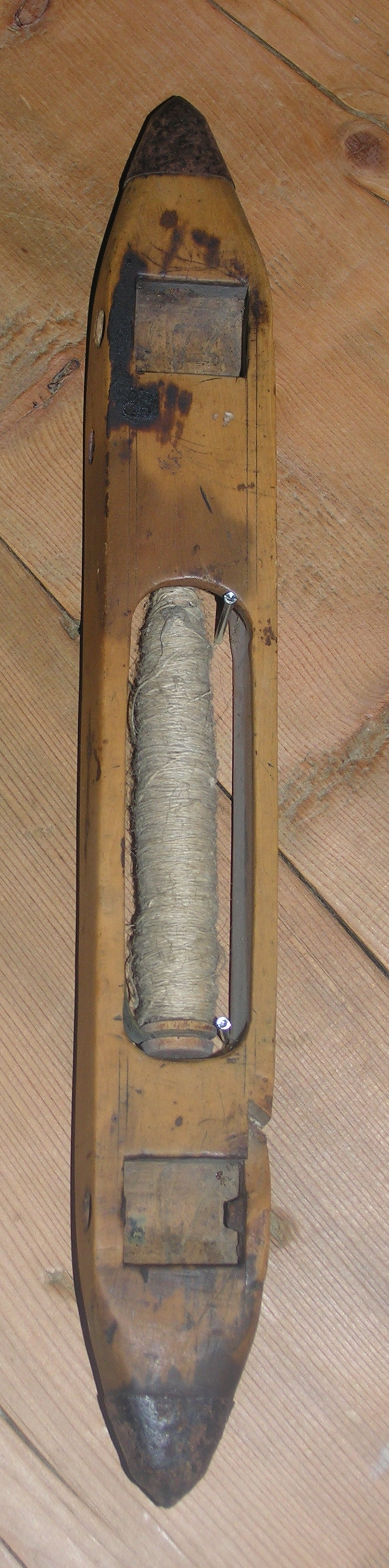
Lançadeira voaadora com extremidades cobertas de metal, rodas, e uma canela de fio de trama

A lançadeira voadora foi um dos principais desenvolvimentos na industrialização da tecelagem durante o início da Revolução Industrial. Essa Lançadeira permite a um tecelão tecer sozinho tecidos muito mais largos, e permitiu o desenvolvimento de um tear automático. A lançadeira foi patenteada; por John Kay (1704–1779), em 1733. Este dispositivo acelerou significativamente o processo manual utilizado anteriormente, e reduziu metade da força de trabalho. Quando um tear de tecido largo anteriormente requeria um tecelão de cada lado, podia agora ser acionado por um único operador. A inovação de Kay, em ampla utilização na década de 1750, aumentou consideravelmente a produtividade.

## Funcionamento
Em um típico quadro de tear, como os utilizados antes da invenção dessa lançadeira, o operador trabalhava sentado com o tecido na frente dele ou dela, usando pedais ou algum outro mecanismo para levantar e baixar os liços, que abrem a cala na urdidura de fios. O operador, então, tinha de avançar, segurando a lançadeira com uma mão e passa-la através da cala; realizando o transporte de uma canela de fio de trama. A lançadeira, em seguida, tinha de ser retirada do outro lado, para a cala se fechar, e o pente empurrar o novo fio de trama no lugar. Esta ação requeria dois operadores se a largura do tecido ultrapasse o comprimento dum antebraço.
A lançadeira voadora emprega uma placa, na frente do pente, de um lado para o outro, formando uma pista na qual deslize a lançadeira sobre os fios inferiores da cala. Em cada final da corrida, há uma caixa que contém um mecanismo para impulsionar a lançadeira na sua viagem de regresso. As extremidades da lançadeira são na forma de bala e revestidas de metal, e a lançadeira geralmente possui rolos para reduzir a fricção. O fio de trama é feito para sair da extremidade e não da lateral, e o fio é armazenado numa canela (uma bobina longa, cónica, de uma extremidade, sem girar) para permitir que ele se alimente mais facilmente. Enfim, a lançadeira voadora é geralmente um pouco mais pesada, de modo a ter impulso suficiente para transportá-la todo o caminho através da cala.

## Efeitos sociais
O aumento da produção previsto para a lançadeira voadora ultrapassou a capacidade da indústria de fiação diária e provocou o desenvolvimento de máquinas giratórias motorizadas, começando pelo tear movido por energia hidráulica, (Máquina de fiar Jenny) e o (Spinning Frame), e culminando com desenvolvimento da máquina de fiar (Spinning Mule), capaz de produzir fio fino e forte, em quantidades necessárias. Essas inovações transformaram a indústria têxtil na Grã-Bretanha. Portanto foram atacadas pelo Ludismo como ameaças para a subsistência das fiandeiras e tecedeiras, e a patente de Kay foi largamente ignorada. Muitas vezes, é escrito incorretamente que Kay foi atacado e fugiu para a França, mas na verdade, ele simplesmente se mudou para lá para tentar alugar seus teares, um modelo de negócio que tinha falhado na Inglaterra. A lançadeira voadora produziu uma nova fonte de lesões. Era as vezes projetada da máquina provocando casos em que os olhos eram feridos e até perdidos assim como de outras lesões sofridas e potencializando as greves dos trabalhadores. Em várias instâncias (por exemplo, uma longa troca em 1901), a Câmara dos Comuns do Reino Unido foi requerida para garantir a instalação de proteções e outros dispositivos para reduzir essas lesões.

## Obsolescência
A lançadeira voaadora dominou comercialmente a tecelagem em meados do século XX. Quando outros sistemas começaram a substituí-la. Ela era barulhenta e de ineficiente de energia (uma vez que a energia usada para jogá-la, era em grande parte perdida na sua captura); Também, sua inércia limitava a velocidade do tear. Os teares de projétil e rapagem eliminaram a necessidade de levar a bobina / carretel de fio através da cala; Mais tarde, os teares de ar e jato de água reduziram ainda mais o peso de peças móveis. Os teares de lançadeira voadora ainda são usados para alguns propósitos, e os modelos antigos permanecem em uso.